# 대한방사선과학회
대한방사선과학회(Korean Society of Radiological Science, KSRS)는 학술적, 기술적 증진을 통하여 방사선기술과학 분야의 선구자적 역할을 다하며 새로운 기술 개발과 연구를 통해 방사선기술과학의 발전에 이바지할 목적으로 1976년 7월 24일에 설립된 대한민국의 학술단체이다. 사무실은 인천광역시 연수구 함박뫼로 191 가천대학교 방사선학과 내에 있다.

## 주요 사업
- 학술강연 및 연구발표
- 학회지 및 도서발간
- 방사선기술 향상을 위한 조사 연구 및 교육과 지도
- 국내 및 해외 연수
- 기타 목적을 위한 필요사항

## 조직
- 회장
- 부회장(총 4명)
- 편집위원장
- 총무이사
- 총무부장(간사)
- 재무이사
- 편집이사
- 학술이사
- 법률이사
- 국제이사
- 국제부장(간사)
- 교육이사
- 홍보이사
- 대외협력이사
- 정보이사
- 관재이사
- 관재부장(간사)
- 연구이사(총 10명)
- 감사(총 2명)
- 고문
- 연구윤리위원장
- 편집위원(총 6명)